# Фейров лангур
Фейровият лангур (Trachypithecus phayrei) е вид бозайник от семейство Коткоподобни маймуни (Cercopithecidae). Видът е застрашен от изчезване.

## Разпространение
Разпространен е в Бангладеш, Виетнам, Индия, Китай, Лаос, Мианмар и Тайланд.